# Трипільська сотня
Трипі́льська со́тня — козацька сотня Київського полку у 1649 році. Сотенний центр — містечко Трипілля. 
Склад сотні — сотник Андрій Ворона, осавул Андрій, отаман Хома, писар Іван. Всього — 171 козак. У складі сотні, як це видно з Реєстру 1649 року, були люди різного походження та належні по різних суспільних верств. Сотник імовірно належав до гербової шляхти - рід Worona гербу Павеза (Paweza), відомого з 1600 року. Крім Андрія Ворони та його родича Михайла Ворони  у сотні налічувалося понад десять козаків імовірно шляхетського походження -  Ясько  Вороненченко, Максим Курило, Грицько Ольшанський, Мисько та Грицько Береза, Іван Скибицький, Остап Троцький та інші. Козаки Грицько Войтенко - син війта, Андрій Попович - син священника, Трихим Боярия - прізвище вказує на імовірну належність до стану бояр - військова верства часів Київського князівства. Яцко Сторож та Матвій Сторож отримали прізвище, що відображає заняття вартуванням. Низка прізвищ вказує на професійну належність власників. До реєстру було внесено два Ковалі - Пилип та Лавр(Лаврентій?), один Коваленко - Тишко(син Лавра?), Грицко Пасєчник, Яско Гонтар (гонтар - виробник гонту, покрівельного матеріалу), Ігнат Перевозник (перевізник-паромник), Яцко Кушнєрєнко (син кушніра - фахівця по вичинці хутра та пошиттю виробів з нього). Низка прізвищ вказує на приналежність до міщанського стану та заняття торгівлею - Михайло Мисченко(син міщанина), Іван Сологуб(тобто міщанин, торговець), Іван Винниченко (син торговця вином). У роду Сави Дудченка були музиканти, які звеселяли містян грою на дуді. Декілька прізвищ імовірно засвідчують етнічну ідентифікацію власників. Це такі прізвища, як Луцыкъ Турчынєяко, Грицко Турчынєяко, Ивая Москал, Васил Москал, Тижко Цьігаячєяко. Таким чином ми бачимо, що перелік прізвищ відображає кілька важливих аспектів формування трипільської сотні. До сотні входили люди, різні за етнічним походженням, родичі, батьки та діти. Сотню очолював професійний військовий, шляхтич за походженням Андрій Ворона.  Крім них у сотні було ще понад десяток осіб імовірно шляхетського походження, отже з військовим досвідом. Давність деяких з цих родів сягає 14-16 ст. У складі сотні були містяни - ремісники різних спеціальностей, торговці тощо, що відображає формування її на бізі містечка Трипілля. 